# Distrito electoral de Imperial Rural (condado de Chase, Nebraska)
Imperial Rural Precinct es una subdivisión territorial del condado de Chase, Nebraska, Estados Unidos. Según el censo de 2020, tiene una población de 640 habitantes.
De los condados del estado de Nebraska, algunos están divididos en townships y otros en precintos (precincts), subdivisiones idénticas a los townships pero donde no existe Gobierno municipal. Unos pocos condados no tienen municipios ni precintos.
Los datos de los precintos son mantenidos por la Oficina del Censo en coordinación con los Gobiernos de los condados a efectos exclusivamente estadísticos.

## Geografía
La subdivisión está ubicada en las coordenadas 40°32′41″N 101°39′26″O / 40.54472, -101.65722. Según la Oficina del Censo, tiene una superficie total de 1022.56 km², de los cuales 1015.73 km² corresponden a tierra firme y 6.83 km² están cubiertos de agua.

## Demografía
Según el censo de 2020, hay 640 personas residiendo en la zona. La densidad de población es de 0.63 hab./km². El 91.41% de los habitantes son blancos, el 0.78% son afroamericanos, el 0.31% son amerindios, el 0.16% es asiático, el 3.28% son de otras razas y el 4.06% son de una mezcla de razas. Del total de la población, el 6.56% son hispanos o latinos de cualquier raza.